# Mămăligă

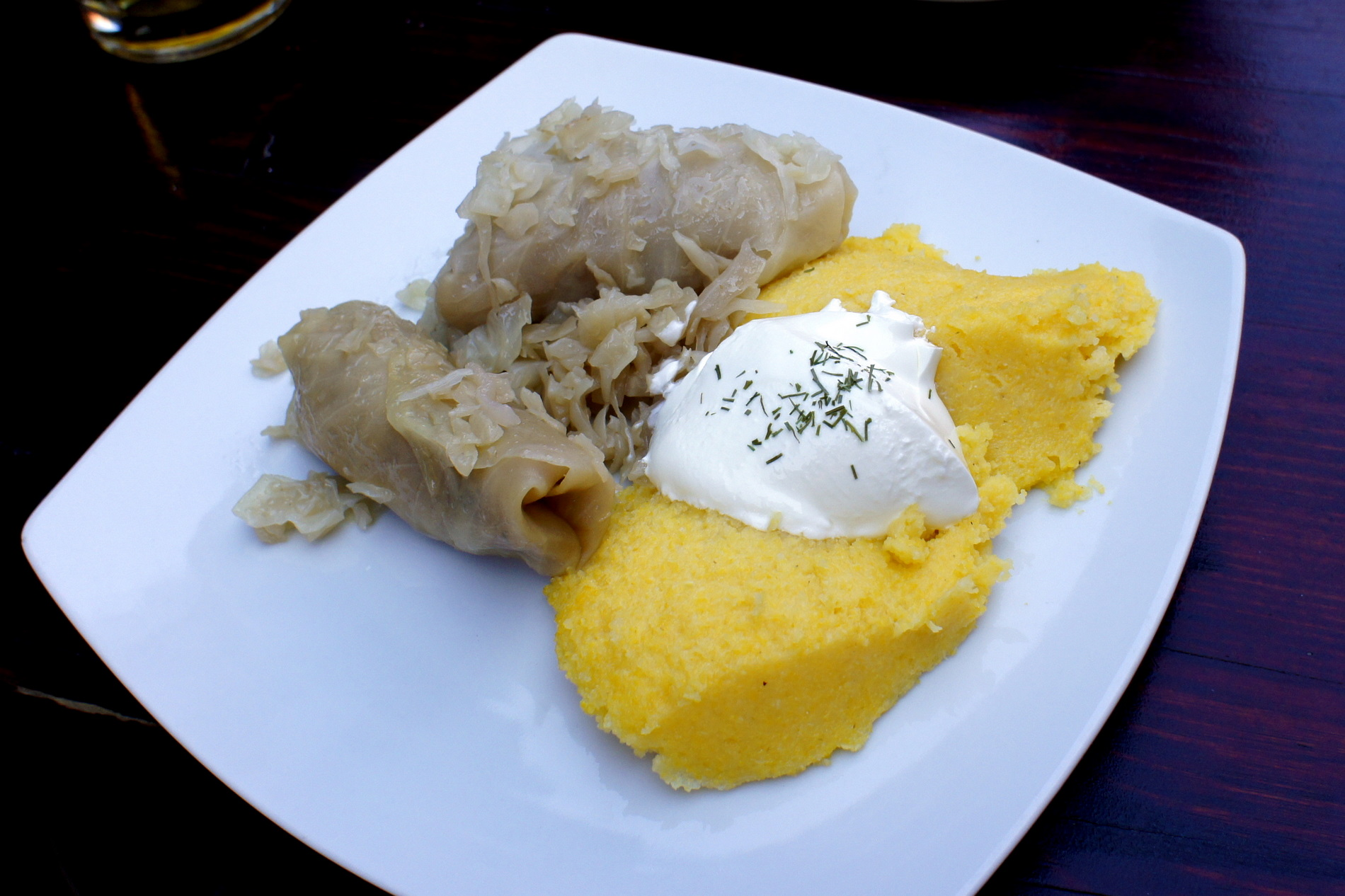
Mămăligă y sarmale.

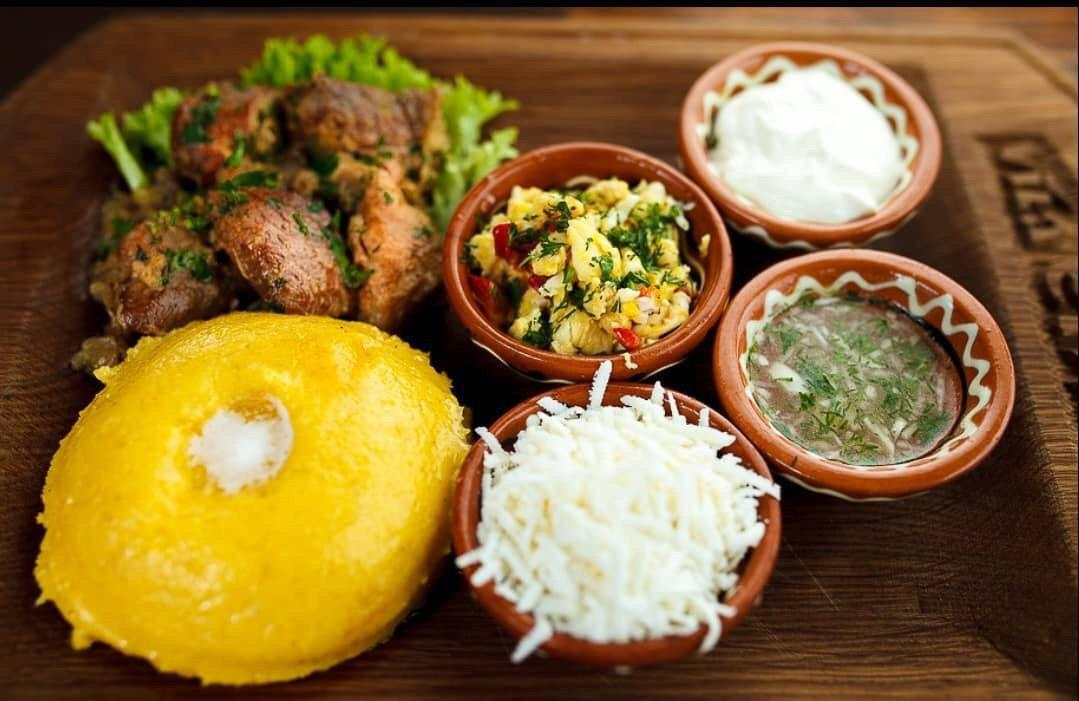
Mămăligă

La mămăligă (pronunciado en rumano /mə.mə'li.gə/), puliszka en húngaro (pronunciado /puliskɒ/) es un pan elaborado con harina de maíz, sémola consistente en una masa de color amarillo. Es muy típica en la cocina rumana, y se asemeja a la polenta italiana. La mămăliga es un alimento tradicional de Rumanía y Moldavia. Se lo consideraba un alimento de las clases humildes, que lo empleaban como sustituto del pan, sobre todo en las áreas rurales. 
La mămăliga, además de acompañar los platos tradicionales de quesos o sarmale, es muy a menudo consumida por la gente que desea adelgazar, ya que su valor nutritivo es bajo. El contenido en fibras ayuda al tránsito intestinal.
Las rebanadas de mămăliga se pueden tostar en la estufa de cocinar, freír en aceite o grasa animal o también se pueden hacer panes de mămăliga rellenos con diversos tipos de quesos como brânză de burduf, caş frământat.

## Características
Se ha elaborado de forma tradicional en agua cocida. Se sirve generalmente con nata agria y queso (mămăligă cu brânză şi smântână). Suele servirse como acompañamiento de algunos platos como el sarmale, de igual forma con el kačamak búlgaro.